# Mariam al-Mansouri
Pour les articles homonymes, voir Al Mansouri.
Mariam al-Mansouri (arabe : مريم المنصوري) est une femme émirati, première femme pilote de chasse des Émirats arabes unis, qui a combattu l'Etat islamique . Mariam al-Mansouri a aussi été la première femme émirati à piloter un avion de combat F-16.